# تشيك كيتينغ
تشيك كيتينغ (بالإنجليزية: Chick Keating)‏ هو لاعب كرة قاعدة أمريكي، ولد في 8 أغسطس 1891 في فيلادلفيا في الولايات المتحدة، وتوفي بنفس المكان في 13 يوليو 1959.

## وصلات خارجية
- تشيك كيتينغ على موقعبيزبول رفرنس.كوم (الدوري الرئيسي) (الإنجليزية)
- تشيك كيتينغ على موقعبيزبول رفرنس.كوم (الدوري الثانوي) (الإنجليزية)